# Unicodeblock Meitei-Mayek, Erweiterungen
Der Unicodeblock Meitei-Mayek, Erweiterungen (engl. Meetei Mayek Extensions, U+AAE0 bis U+AAFF) enthält Schriftzeichen, die in der modernen Meitei-Mayek-Schrift nicht mehr benötigt werden, aber noch in historischen Texten vorkommen.

## Tabelle
| Unicodenummer  | Zeichen (400 %) | Kategorie                               | Bidirektionale Klasse       | Offizielle Bezeichnung                | Beschreibung                            |
| -------------- | --------------- | --------------------------------------- | --------------------------- | ------------------------------------- | --------------------------------------- |
| U+AAE0 (43744) | ꫠ               | anderer Buchstabe, Silbe oder Ideogramm | links nach rechts           | MEETEI MAYEK LETTER E                 | Meitei-Mayek-Buchstabe E                |
| U+AAE1 (43745) | ꫡ               | anderer Buchstabe, Silbe oder Ideogramm | links nach rechts           | MEETEI MAYEK LETTER O                 | Meitei-Mayek-Buchstabe O                |
| U+AAE2 (43746) | ꫢ               | anderer Buchstabe, Silbe oder Ideogramm | links nach rechts           | MEETEI MAYEK LETTER CHA               | Meitei-Mayek-Buchstabe Cha              |
| U+AAE3 (43747) | ꫣ               | anderer Buchstabe, Silbe oder Ideogramm | links nach rechts           | MEETEI MAYEK LETTER NYA               | Meitei-Mayek-Buchstabe Nya              |
| U+AAE4 (43748) | ꫤ               | anderer Buchstabe, Silbe oder Ideogramm | links nach rechts           | MEETEI MAYEK LETTER TTA               | Meitei-Mayek-Buchstabe Tta              |
| U+AAE5 (43749) | ꫥ               | anderer Buchstabe, Silbe oder Ideogramm | links nach rechts           | MEETEI MAYEK LETTER TTHA              | Meitei-Mayek-Buchstabe Ttha             |
| U+AAE6 (43750) | ꫦ               | anderer Buchstabe, Silbe oder Ideogramm | links nach rechts           | MEETEI MAYEK LETTER DDA               | Meitei-Mayek-Buchstabe Dda              |
| U+AAE7 (43751) | ꫧ               | anderer Buchstabe, Silbe oder Ideogramm | links nach rechts           | MEETEI MAYEK LETTER DDHA              | Meitei-Mayek-Buchstabe Ddha             |
| U+AAE8 (43752) | ꫨ               | anderer Buchstabe, Silbe oder Ideogramm | links nach rechts           | MEETEI MAYEK LETTER NNA               | Meitei-Mayek-Buchstabe Nna              |
| U+AAE9 (43753) | ꫩ               | anderer Buchstabe, Silbe oder Ideogramm | links nach rechts           | MEETEI MAYEK LETTER SHA               | Meitei-Mayek-Buchstabe Sha              |
| U+AAEA (43754) | ꫪ               | anderer Buchstabe, Silbe oder Ideogramm | links nach rechts           | MEETEI MAYEK LETTER SSA               | Meitei-Mayek-Buchstabe Ssa              |
| U+AAEB (43755) | ꫫ                | Markierung mit Extrabreite              | links nach rechts           | MEETEI MAYEK VOWEL SIGN II            | Meitei-Mayek-Vokalzeichen Ii            |
| U+AAEC (43756) | ꫬ                | Markierung ohne Extrabreite             | Markierung ohne Extrabreite | MEETEI MAYEK VOWEL SIGN UU            | Meitei-Mayek-Vokalzeichen Uu            |
| U+AAED (43757) | ꫭ                | Markierung ohne Extrabreite             | Markierung ohne Extrabreite | MEETEI MAYEK VOWEL SIGN AAI           | Meitei-Mayek-Vokalzeichen Aai           |
| U+AAEE (43758) | ꫮ                | Markierung mit Extrabreite              | links nach rechts           | MEETEI MAYEK VOWEL SIGN AU            | Meitei-Mayek-Vokalzeichen Au            |
| U+AAEF (43759) | ꫯ                | Markierung mit Extrabreite              | links nach rechts           | MEETEI MAYEK VOWEL SIGN AAU           | Meitei-Mayek-Vokalzeichen Aau           |
| U+AAF0 (43760) | ꫰               | andere Interpunktion                    | links nach rechts           | MEETEI MAYEK CHEIKHAN                 | Meitei-Mayek-Satzzeichen Danda          |
| U+AAF1 (43761) | ꫱               | andere Interpunktion                    | links nach rechts           | MEETEI MAYEK AHANG KHUDAM             | Meitei-Mayek-Fragezeichen               |
| U+AAF2 (43762) | ꫲ               | anderer Buchstabe, Silbe oder Ideogramm | links nach rechts           | MEETEI MAYEK ANJI                     | Meitei-Mayek-Zeichen Anji               |
| U+AAF3 (43763) | ꫳ               | modifizierender Buchstabe               | links nach rechts           | MEETEI MAYEK SYLLABLE REPETITION MARK | Meitei-Mayek-Silbenwiederholungszeichen |
| U+AAF4 (43764) | ꫴ               | modifizierender Buchstabe               | links nach rechts           | MEETEI MAYEK WORD REPETITION MARK     | Meitei-Mayek-Wortwiederholungszeichen   |
| U+AAF5 (43765) | ꫵ                | Markierung mit Extrabreite              | links nach rechts           | MEETEI MAYEK VOWEL SIGN VISARGA       | Meitei-Mayek-Zeichen Visarga            |
| U+AAF6 (43766) | ꫶                | Markierung ohne Extrabreite             | Markierung ohne Extrabreite | MEETEI MAYEK VIRAMA                   | Meitei-Mayek-Zeichen Virama             |